# Yoyaga Coulibaly
Yoyaga Coulibaly, född 20 januari 1939, är en friidrottare från Elfenbenskusten. Han deltog vid olympiska sommarspelen 1964 och olympiska sommarspelen 1968.